# Secteur pavé de Roubaix
Le secteur pavé de Roubaix (ou Roubaix, Espace Charles Crupelandt) est un secteur pavé de la course cycliste Paris-Roubaix situé à Roubaix d'une distance approximative de 300 m avec une difficulté actuellement classée une étoile. Il est actuellement le dernier emprunté lors de Paris-Roubaix. Ce secteur a été inauguré en 1996 et porte le nom de Charles Crupelandt en l'honneur au seul Roubaisien vainqueur de Paris-Roubaix, Charles Crupelandt, qui plus est à deux reprises en 1912 et 1914.

## Description
Le secteur d'une longueur de 300 m de pavés uniformes et neufs se situe dans la ville de Roubaix entre les deux voies de l'avenue Roger Salengro. Le début se fait en provenance de l'avenue Alfred Motte à l'intersection de la rue de Lannoy. Il est ensuite entrecoupé sur quelques mètres de bitume par la rue de Maufait avant de se terminer au commencement de l'avenue Alexander Fleming devant l'entrée du vélodrome André-Pétrieux. Le restant de l'année, le secteur pavé sert de parking.

## Caractéristiques
- Longueur : 300 m
- Difficulté : 1 étoile
- Secteur n° 1 (avant l'arrivée)

## Galerie photos

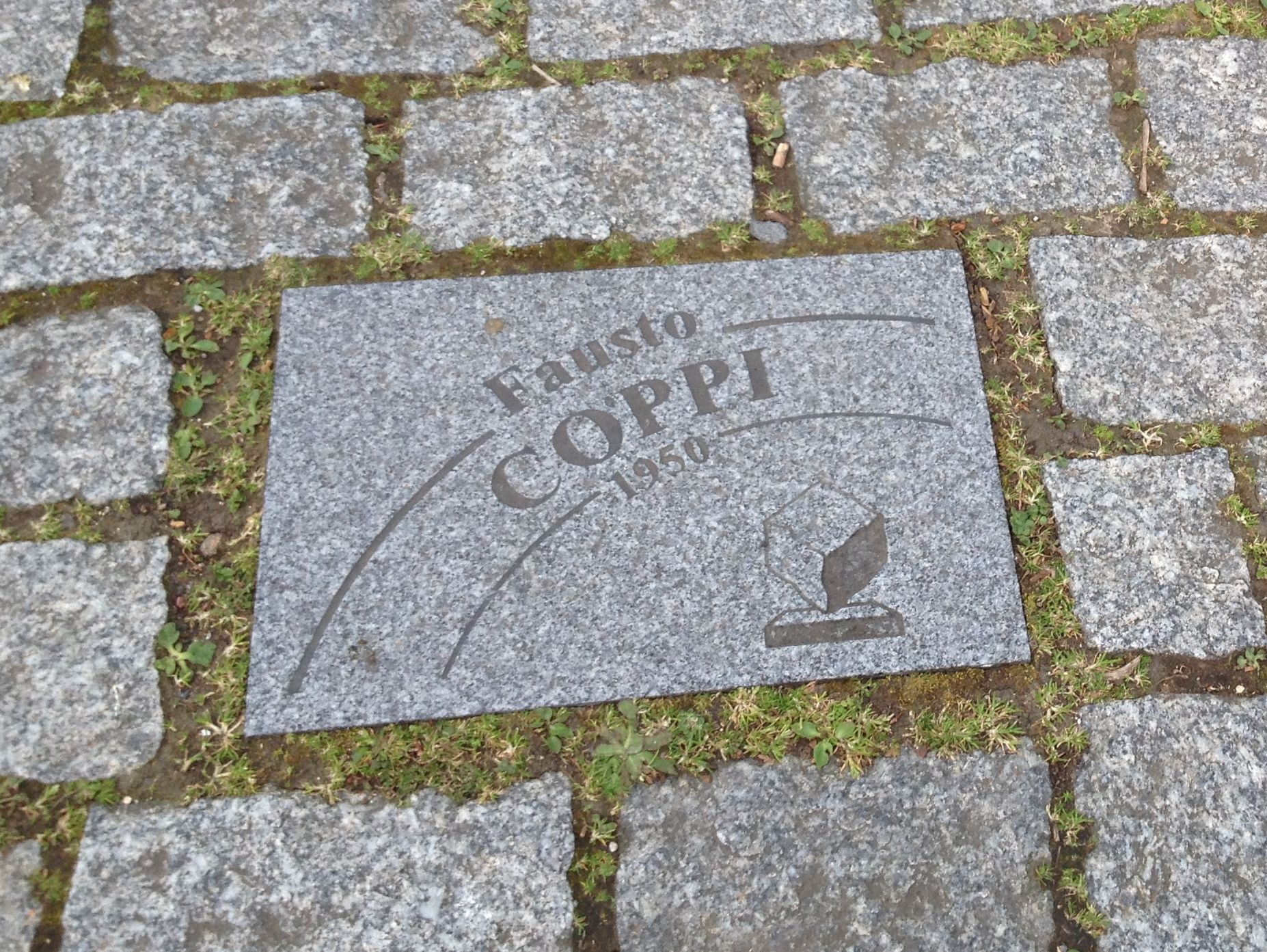
Fausto Coppi (1950)
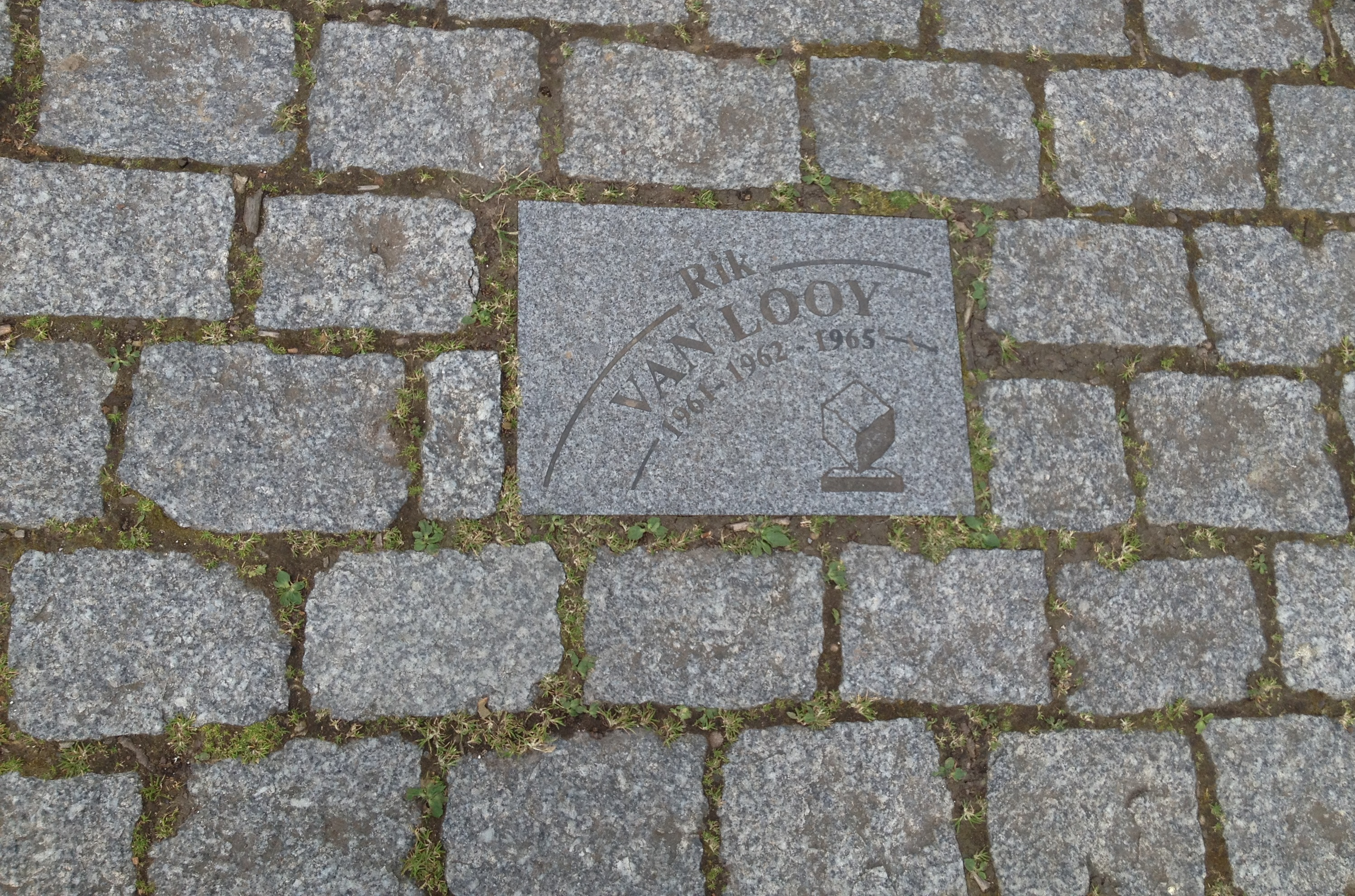
Rik Van Looy (1961, 1962, 1965)
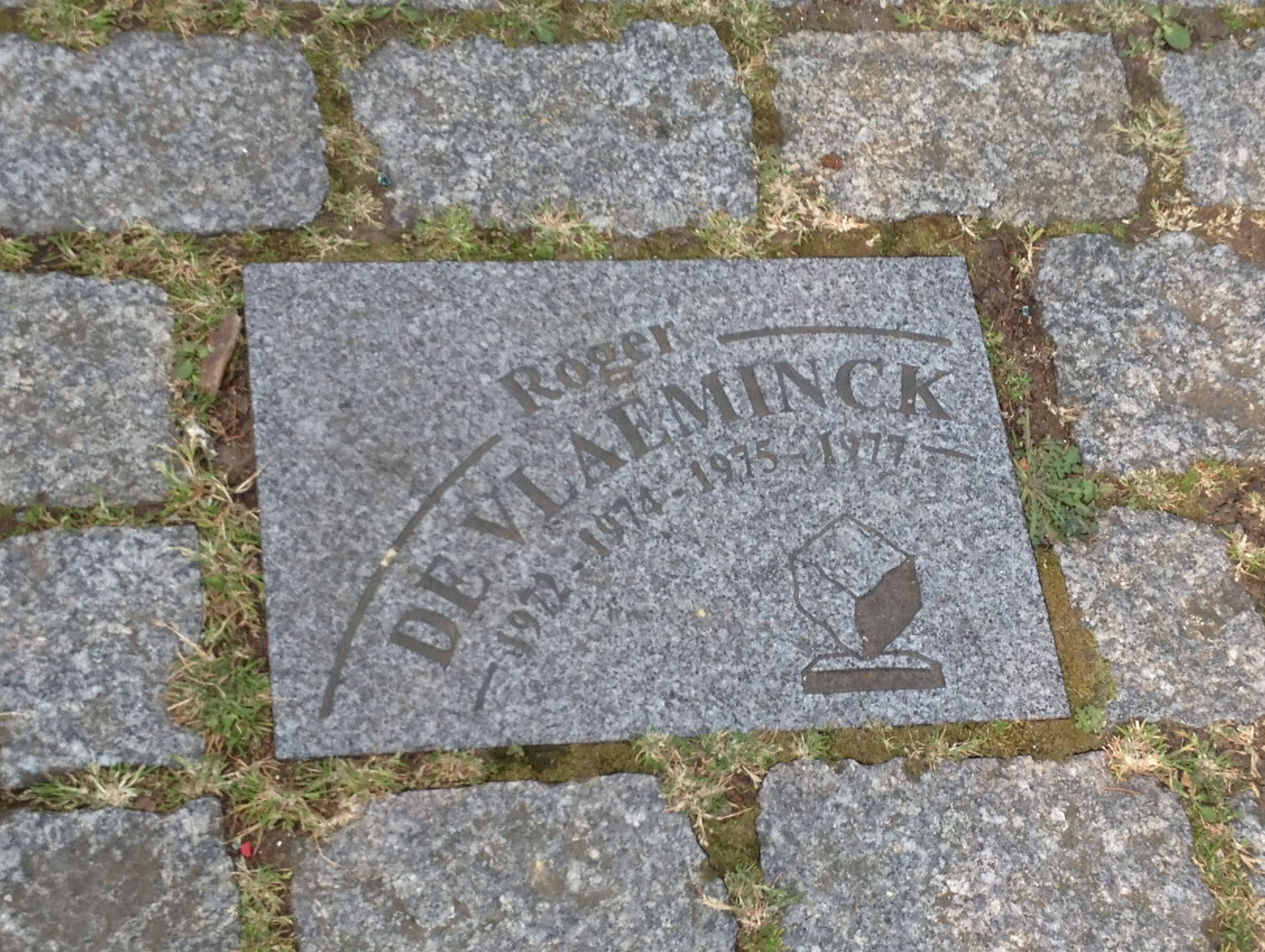
Roger De Vlaeminck (1972, 1974, 1975, 1977)
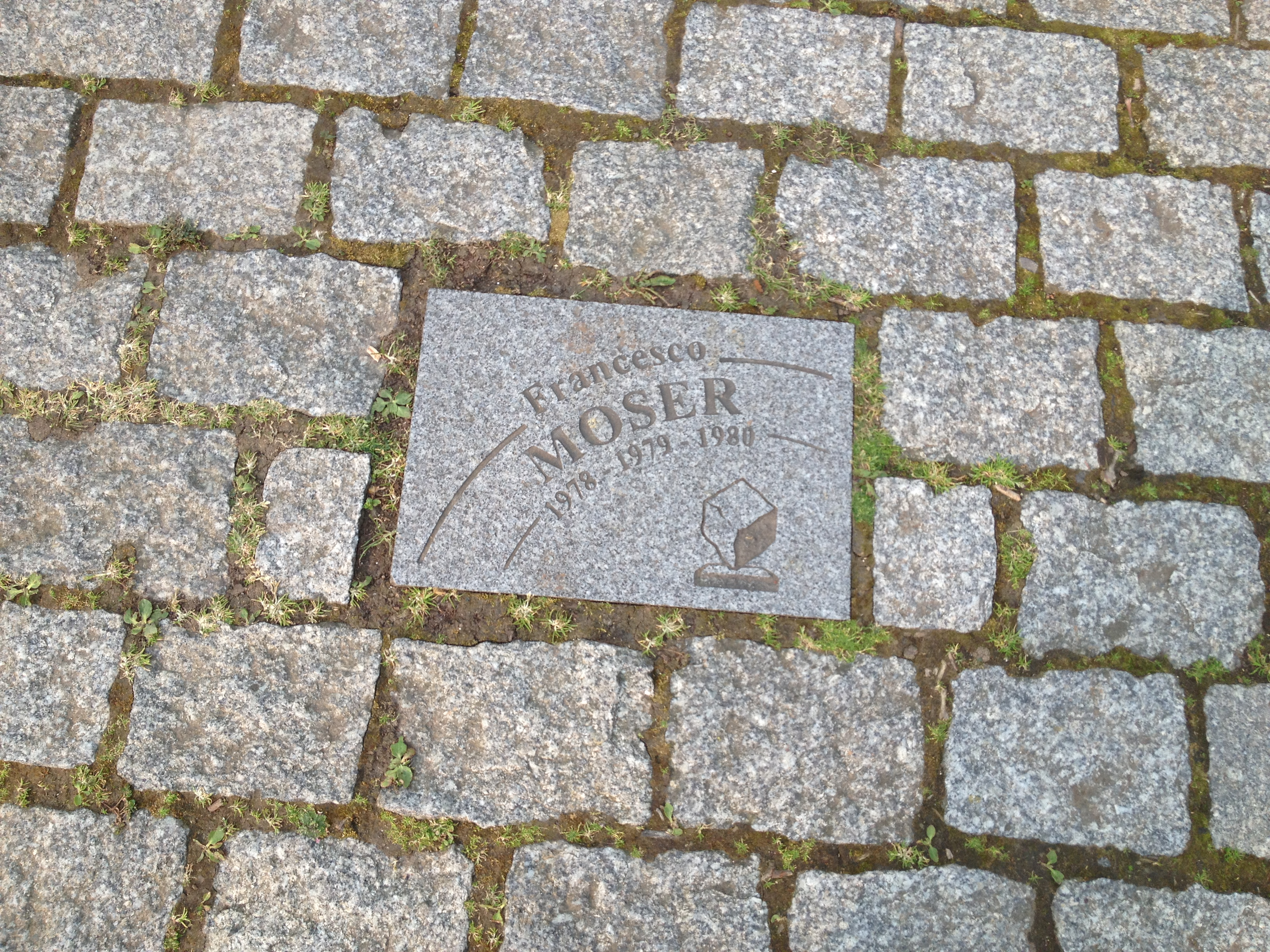
Francesco Moser (1978, 1979, 1980)
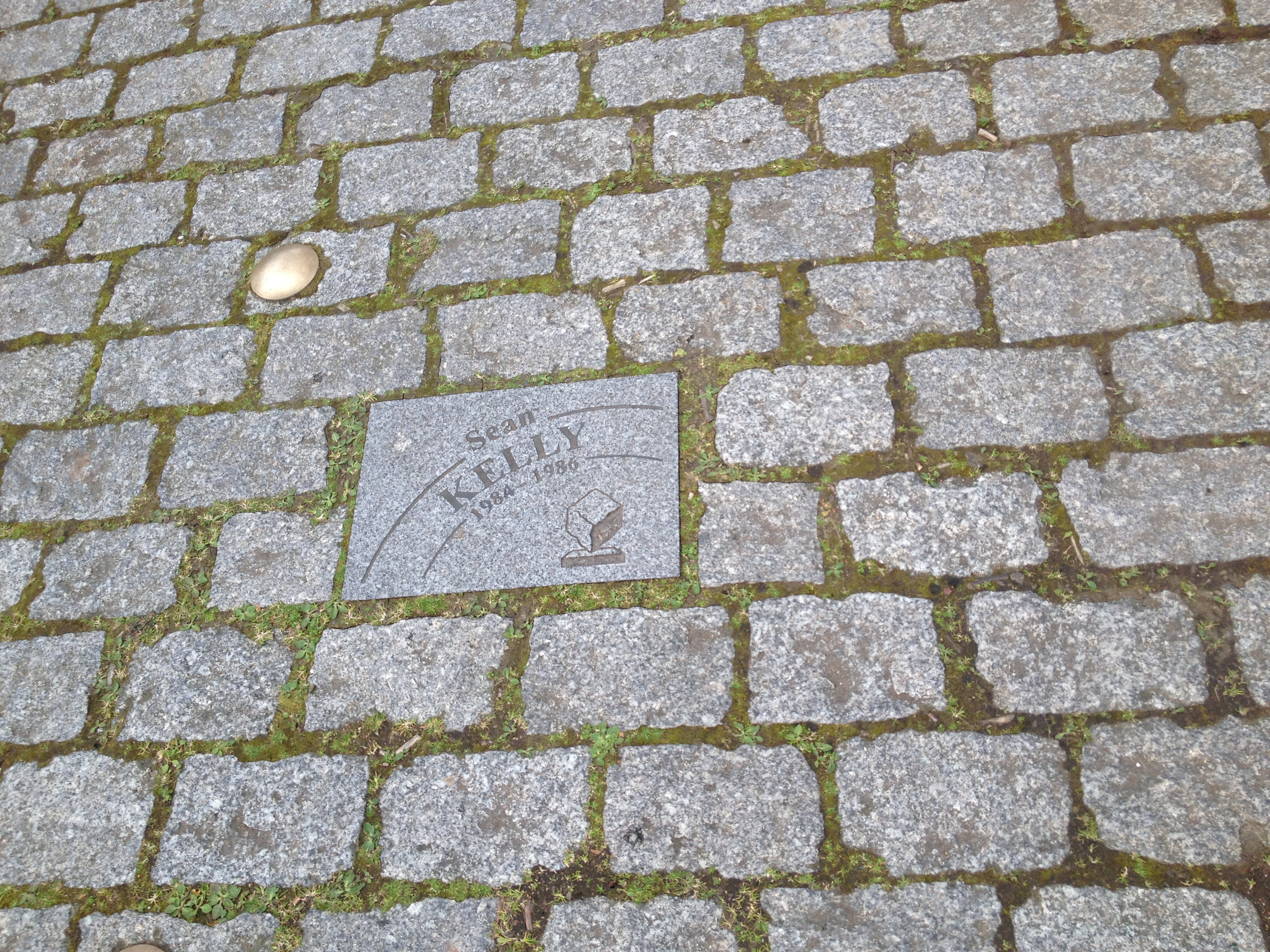
Sean Kelly (1984, 1986)
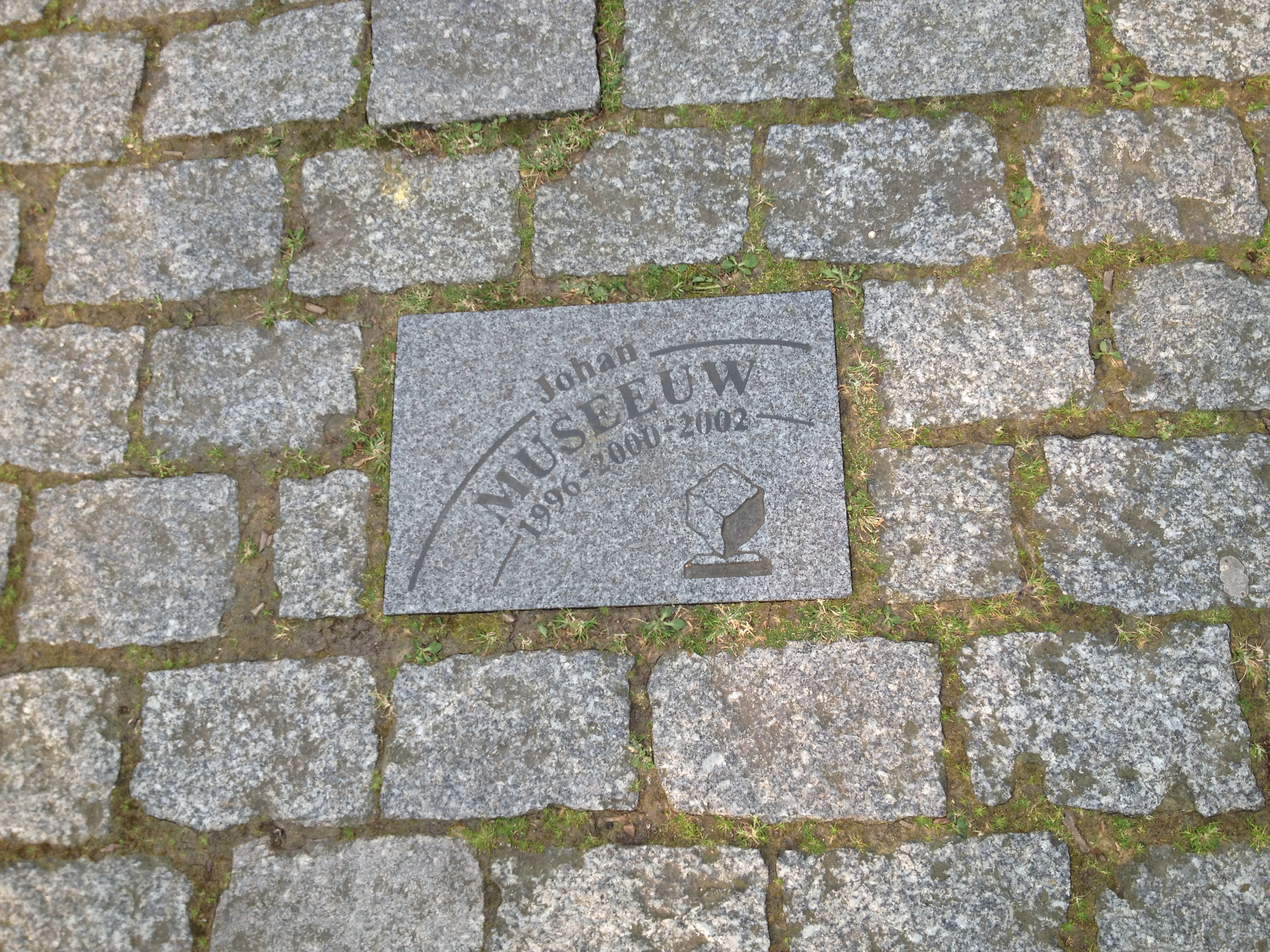
Johan Museeuw (1996, 2000, 2002)
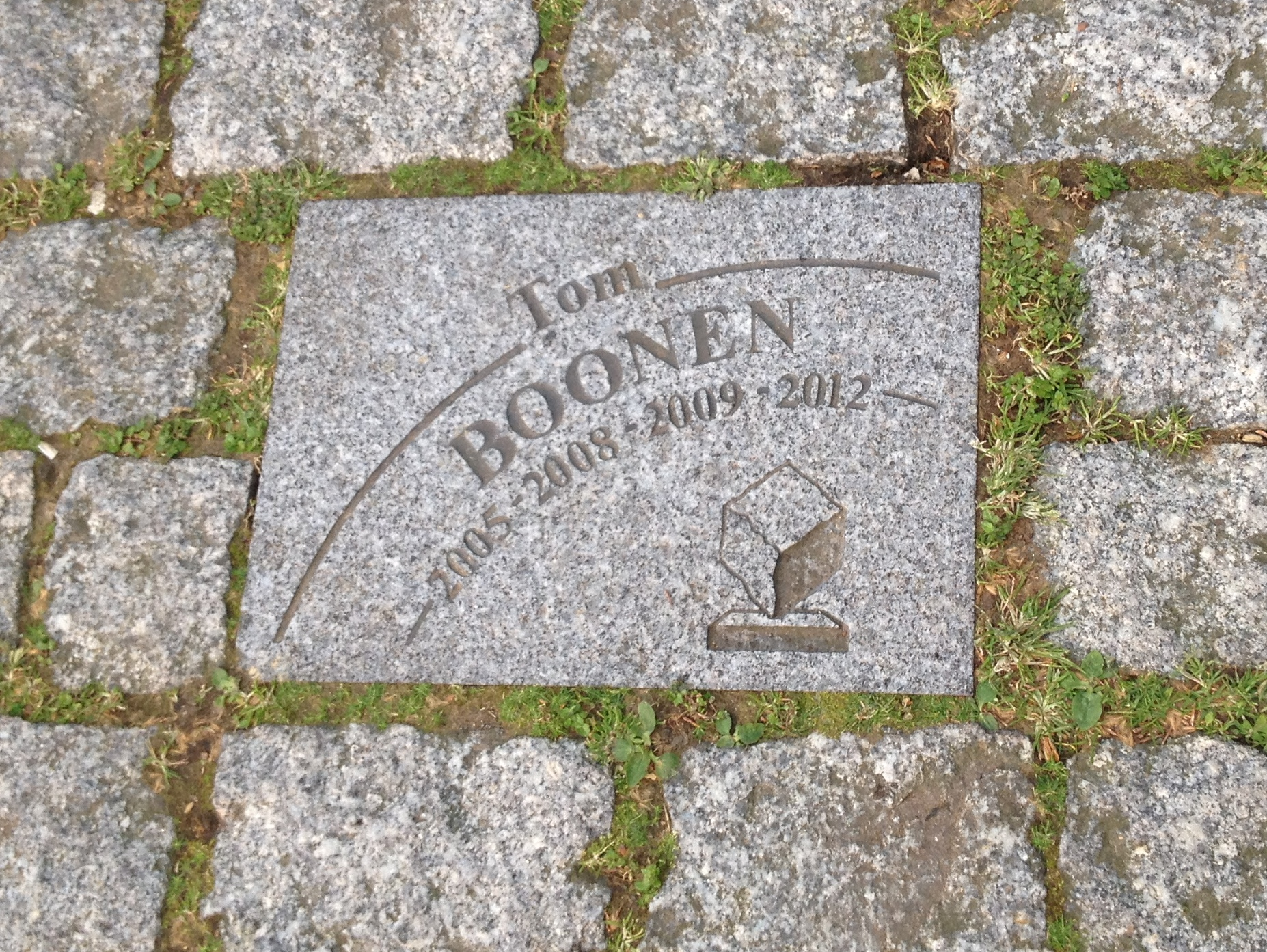
Tom Boonen (2005, 2008, 2009, 2012)
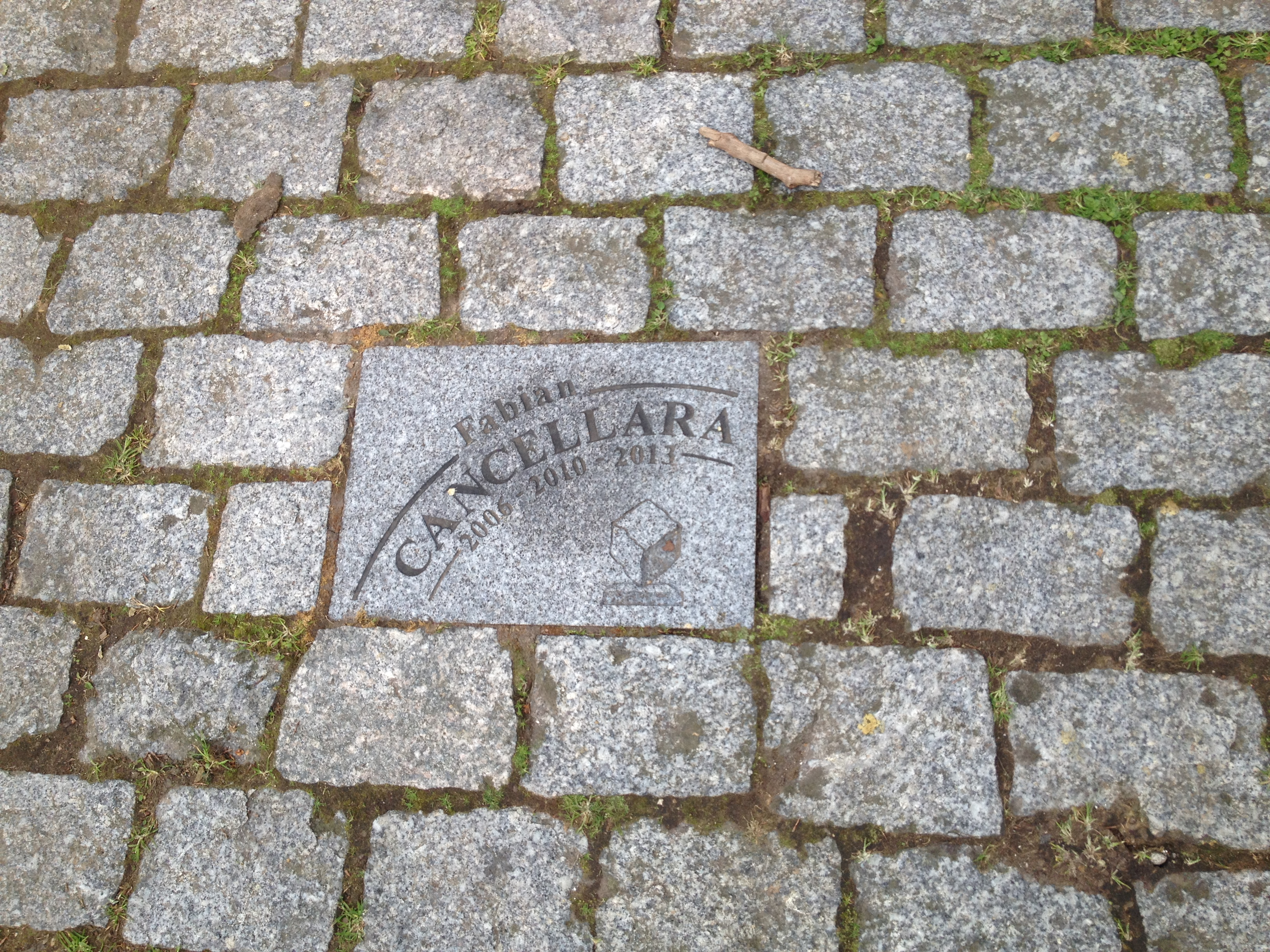
Fabian Cancellara (2006, 2010, 2013)